# Jennie Kwan
Jennifer Trinidad Fernando (Los Angeles, 9 de setembro de 1974), mais conhecida como Jennie Kwan, é uma atriz e cantora estadunidense descendente de filipinos, notável por sua participação na série de televisão California Dreams. Também participou da banda de garotas Nobody's Angel.
Logo após California Dreams, Jennie fez participações em várias séries de televisão e filmes, como Family Matters, The Nanny e Trojan War, e atualmente, dubla Suki no desenho Avatar: A Lenda de Aang, bem como participa de peças de teatro notórias como Miss Saigon, da Broadway, e Avenue Q.

## Carreira

### Televisão
- 2009 Random! Cartoons como Batgirl
- 2008 Avatar: A Lenda de Aang como Suki
- 1997 The Nanny como Mai Ling
- 1997 Family Matters como Kimberly
- 1997 California Dreams como Samantha "Sam" Woo

### Cinema
- 1997 Trojan War como Trish
- 1991 Little Shop como Audrey

### Teatro
- 2006 Avenue Q
- 2004 Californa Adventure
- 1998 Faces of America
- 1993 Miss Saigon